# Henryk III (książę Limburgii)
Henryk III (ur. ok. 1145 r., zm. w 1221 r.) – książę Limburgii od 1167 r.

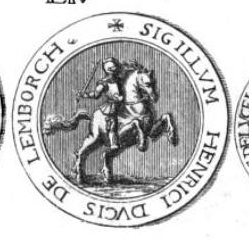
Pieczęć Henryka III

## Życie
Henryk był jedynym synem księcia Limburgii Henryka II i Matyldy, córki Adolfa, hrabiego Saffenbergu. W 1167 r. odziedziczył po ojcu księstwo Limburgii. W 1172 r. doszło do wojny Henryka przeciwko hrabiemu Luksemburga i Namur Henrykowi Ślepemu. W 1183 r. próbował wpłynąć na elekcję arcybiskupa Trewiru, co spotkało się jednak ze sprzeciwem cesarza Fryderyka Barbarossy. W 1193 r. próbował doprowadzić do wyboru swego syna Szymona na biskupa Leodium – wybór ten jednak nie został uznany przez papieża i doprowadził do wojny z hrabiami Hainaut (Szymon został później kardynałem). W latach 1196–1198 przebywał razem z Henrykiem brabanckim w Ziemi Świętej. Popierał Ottona IV Welfa, po którego stronie wziął udział w 1214 r. w bitwie pod Bouvines. 

## Rodzina
Przed 1178 r. Henryk poślubił Zofię, prawdopodobnie córkę hrabiego Saarbrücken Szymona. Ich dziećmi byli:
- Walram III, następca ojca jako książę Limburgii, ponadto hrabia Luksemburga,
- Matylda, żona hrabiego Jülich Wilhelma III,
- Isalda, żona hrabiego Heinsbergu Dytryka,
- Jutta, żona hrabiego Valkenburga Goswina,
- Henryk, hrabia Wassenbergu,
- Szymon, biskup-elekt Leodium, kardynał,
- Gerard, hrabia Wassenbergu,
- Fryderyk, pan na Lummen,
- Maria, żona hrabiego Löwen Gotfryda.